# Ogliastro
Ogliastro település Franciaországban, Haute-Corse megyében. Lakosainak száma 90 fő (2022. január 1.). Ogliastro Canari, Olcani, Nonza és Sisco községekkel határos.

## Népesség
A település népességének változása:
| Lakosok száma | 218  | 100  | 78   | 109  | 104  | 103  | 99   | 94   | 93   | 90   |
|               | 1968 | 1982 | 1990 | 2006 | 2013 | 2015 | 2017 | 2019 | 2020 | 2022 |